# Сепп, Евгений Константинович

Могила Е. К. Сеппа на Новодевичьем кладбище в Москве

Евгений Константинович Сепп (5 [17] сентября 1878, Землянск — 10 ноября 1957, Москва) — российский и советский невропатолог, нейрофизиолог, специалист по анатомии, гистологии и филогенезу нервной системы. Заслуженный деятель науки РСФСР (1934).

## Биография
Родился 5 (17) сентября 1878 года в Землянске Воронежской губернии в семье провизора. Окончил в 1904 году медицинский факультет Московского университета. После окончания университета, в 1904—1906 гг. находился на военной службе, затем работал в клинике нервных болезней Московского университета, сначала — в должности экстерна-ординатора, затем — ассистента, приват-доцента. Занимался исследованиями нервной системы на кафедре нервных болезней; в мае 1911 года защитил докторскую диссертацию «О строении и связях переднего двухолмия кролика». С 1913 года — профессор и директор клиники нервных болезней в частном медицинском институте Статкевича и Изачека в Москве.
В 1914—1918 гг. служил ординатором 2-го сводного эвакуационного госпиталя.
В 1919 году начал работать в Высшей медицинской школе (3-й МГУ), одним из основателей которой он был; в 1923—1924 гг. — её ректор. В 1924—1929 гг. — профессор 2-го МГУ. С 1929 по 1957 гг. — заведующий кафедрой и директор клиники нервных болезней 1-го Московского медицинского института, сменив на этом посту Г. И. Россолимо. 
В 1923—1930 гг. — депутат Моссовета. С 1939 года состоял в ВКП(б).
Умер в Москве 10 ноября 1957 года. Похоронен на Новодевичьем кладбище.

## Семья
Жена — Елизавета Георгиевна Сепп (1874—1965).
- Сын Евгений Евгеньевич Сепп (1905—1941) — военврач, пропал без вести под Москвой[источник не указан 689 дней] в сентябре 1941 года.
- Сноха Пелагея Васильевна Лихотникова (1892—1965).
  - Их усыновлённый ребёнок[источник не указан 689 дней] — Константин Евгеньевич Сепп (1927—2006)[4][5].

## Научная деятельность
Работы Е. К. Сеппа посвящены проблемам эпилепсии, истерии, травматических поражений нервной системы, мозгового кровообращения, патогистологии, эволюции нервной системы.
в 1923 году он предложил «шлюзовую теорию», в которой сделал вывод о наличии в симпатической системе адаптационных функций, регулирующих количественную и качественную стороны процессов церебро-спинальной системы. В 1937 году он описал четверохолмный рефлекс и его изменения у человека. В период Второй мировой войны изучал проблемы военной медицины, в том числе воздушную контузию, каузалгию, травмы периферической нервной системы. Основной труд Е. К. Сеппа, посвящённый филогенезу нервной системы, «История развития нервной системы позвоночных от бесчерепных до человека» был впервые издан в 1949 году. В последние годы жизни Сепп переработал и дополнил книгу, вышедшую в 1959 году вторым, посмертным, изданием.
Награды и звания:
- Орден Ленина
- Орден Трудового Красного Знамени (11.10.1940) — за выдающиеся заслуги в деле развития медицинской науки и подготовки медицинских кадров.
- Заслуженный деятель науки РСФСР (1934).

## Избранные труды
- Сепп Е. К. История развития нервной системы позвоночных от бесчерепных до человека. М., Медгиз, 1949 г., 421 с., илл.
- Сепп Е. К. История развития нервной системы позвоночных. 2-е издание, дополненное. М.: Медгиз, 1959, 458 стр., илл.
- Сепп Е. К., Цукер М. Б., Шмидт Е. В. Нервные болезни. М.: Медгиз, 1954. 556 стр.